# مد خیابانی ژاپنی
مد خیابانی ژاپنی (انگلیسی: Japanese street fashion) به تعدادی از سبک‌های پوشاک مدرن معاصر در ژاپن اشاره دارد. ژاپنی مدهای خیابانی که از ترکیبی از برندهای مد داخلی و خارجی ساخته شده است، سبک متمایز خود را دارد. برخی به عنوان افراطی و تخیلی هستند یا شباهت به سبک‌های اوت کوتور که در نمایش مدهای اروپایی دیده می‌شود.

## تاریخ
در اوایل دهه ۱۹۵۰، برندهای کمی وجود داشتند که به‌طور ویژه به مد خیابانی می‌پرداختند، مانند اونیتسوکا تایگر (که اکنون به نام اسیکس شناخته می‌شود).
علاوه بر این، ظهور فرهنگ قوی جوانان در دهه‌های ۱۹۶۰ و ۱۹۷۰ که امروزه نیز ادامه دارد (به‌ویژه در هاراجوکو، ناحیه‌ای در شیبویا، توکیو) باعث توسعه سبک‌ها، ظاهر، و خرده فرهنگ‌های مد جدید می‌شود. ظهور مصرف‌گرایی، که نقش مهمی در «شخصیت ملی» ژاپن در دوران شکوفایی اقتصادی آن در دهه ۱۹۸۰ داشت، حتی پس از ترکیدن این حباب اقتصادی در دهه ۱۹۹۰ همچنان بر خرید مد تأثیر می‌گذارد. این عوامل منجر به چرخش سریع و تنوع در سبک‌های رایج در هر زمان می‌شود.

## مد خیابانی مدرن ژاپنی
اگرچه سبک‌ها در طول سال‌ها تغییر کرده‌اند، مد خیابانی هنوز در توکیو امروز برجسته است. بزرگسالان جوان را اغلب می‌توان با لباس‌های خرده فرهنگ در مناطق بزرگ مد شهری مانند هاراجوکو (اورا-هاراجوکو)، آئویاما، گینزا، اودایبا، شینجوکو-کو، توکیو و شیبویا-کو، توکیو.

### لولیتا
لولیتا با داشتن تم‌های مختلف در محدوده خود، به یکی از سبک‌های بزرگتر و قابل تشخیص تر در مد خیابانی ژاپنی تبدیل شده است و در سراسر جهان طرفدارانی به دست آورده است. دامن‌ها یا لباس‌ها معمولاً به اندازه یا زیر زانو با کت‌های زیر زانو پوشیده می‌شوند. بلوزها یا تاپ‌ها به سبک ویکتوریایی یا روکوکو با توری یا چین‌دار هستند. طول جوراب می‌تواند از سطح مچ پا تا سطح ران باشد و ممکن است با توری پوشانده شود. پوشندگان این سبک مد اغلب مری جین (کفش)، کفش‌های مهمانی چای یا چکمه می‌پوشند. سبک‌های فرعی شناخته شده تر در مد لولیتا به شرح زیر است:
لولیتای گوتیک - لولیتا با تأثیری سنگین از سبک گوت شرقی و ویکتوریایی. اغلب با رنگ‌های تیره و لوازم جانبی مزین به نقوشی مانند اسکلت، خفاش، عنکبوت، و دیگر نمادهای گوتیک محبوب، مانند شخصیت‌های فیلم‌های تیم برتون مشخص می‌شود. دروازه‌های آهنی ویکتوریایی و طرح‌های معماری نیز اغلب در چاپ لباس دیده می‌شود. کلاه‌های سرپوش، روسری‌های مستطیلی و سنجاق‌ها از لوازم جانبی محبوب لولیتای گوتیک هستند.
لولیتای شیرین - کودکانه‌ترین سبک، که بیشتر با حیوانات بچه، تم‌های افسانه ای و لباس‌های معصومانه و کودکانه مشخص می‌شود. در اصل از لباس‌های کودکان ویکتوریایی و فرهنگ کاوایی (کانسپت) الهام گرفته شده بود که در ژاپن بسیار رایج است. اغلب از رنگ‌های پاستلی استفاده می‌شود، اگرچه برخی از لباس‌ها یا دامن‌ها ممکن است رنگ‌های تیره‌تر یا کم‌رنگ‌تری نیز داشته باشند. پاپیون‌های بزرگ، کیف‌های بامزه و حیوانات عروسکی از لوازم جانبی محبوب لولیتای شیرین هستند.
لولیتای کلاسیک - یک سبک فرعی که بیشتر شبیه مد تاریخی دوران روکوکو یا دوره ویکتوریا است. رنگ‌هایی که در این ظاهر استفاده می‌شوند معمولاً کم رنگ هستند، بنابراین به این سبک فرعی احساس پختگی بیشتری می‌دهند. چاپ‌های گلدار و رنگ‌های ثابت رایج هستند، اگرچه چاپ‌های فانتزی تر نیز بی‌سابقه نیستند. پاپیون‌های کوچک، کلاه‌های سربند، روسری‌های مستطیلی و روکش‌های مو از لوازم جانبی محبوب لولیتای کلاسیک هستند.
پانک لولیتا - یک سبک تجربی که تأثیرات پانک را با لولیتا مخلوط می‌کند. گاهی می‌تواند ساختارشکنی یا مانند دیوانه به نظر برسد در حالی که بیشتر «شبح لولیتا» را حفظ می‌کند.
اوجی - همچنین به عنوان «سبک پسر» شناخته می‌شود، همتایان مردانه لولیتا هستند که تحت تأثیر لباس‌های پسران ویکتوریایی قرار دارند. «شلوار پرنس» که شلوار کوتاهی به سبک کاپری است که از روی زانو بریده می‌شود و معمولاً با نوعی جزئیات (مانند سرآستین‌های توری) معمولاً با بلوزهای مردانه، کلاه‌های بالا، جوراب‌های زانویی و سایر لوازم جانبی پوشیده می‌شود.